# La Table des Géants
La Table des Géants (deutsch „Riesentisch“) ist ein  Pseudodolmen südwestlich von Reinhardsmunster (deutsch: Reinhardsmünster) am Rand der Nordvogesen an der Grenze zum Département Moselle im Département Bas-Rhin in Frankreich.
Pseudodolmen sind aus verschiedenen Regionen bekannt ist Cova d’en Genís, Dolmen von Busnela, Dolmen von Chevresse, Dolmen von Solwaster, Pierre au Rey, La Table des Géants in Reinhardsmunster und L’autel des Druides in Pfaffenheim (beide im Département Haut-Rhin) oder Sparossino in Ligurien. Bei den Pseudodolmen handelt es sich um natürliche, zufällig entstandene, an einen Dolmen erinnerndes Gebilde aus Steinblöcken.

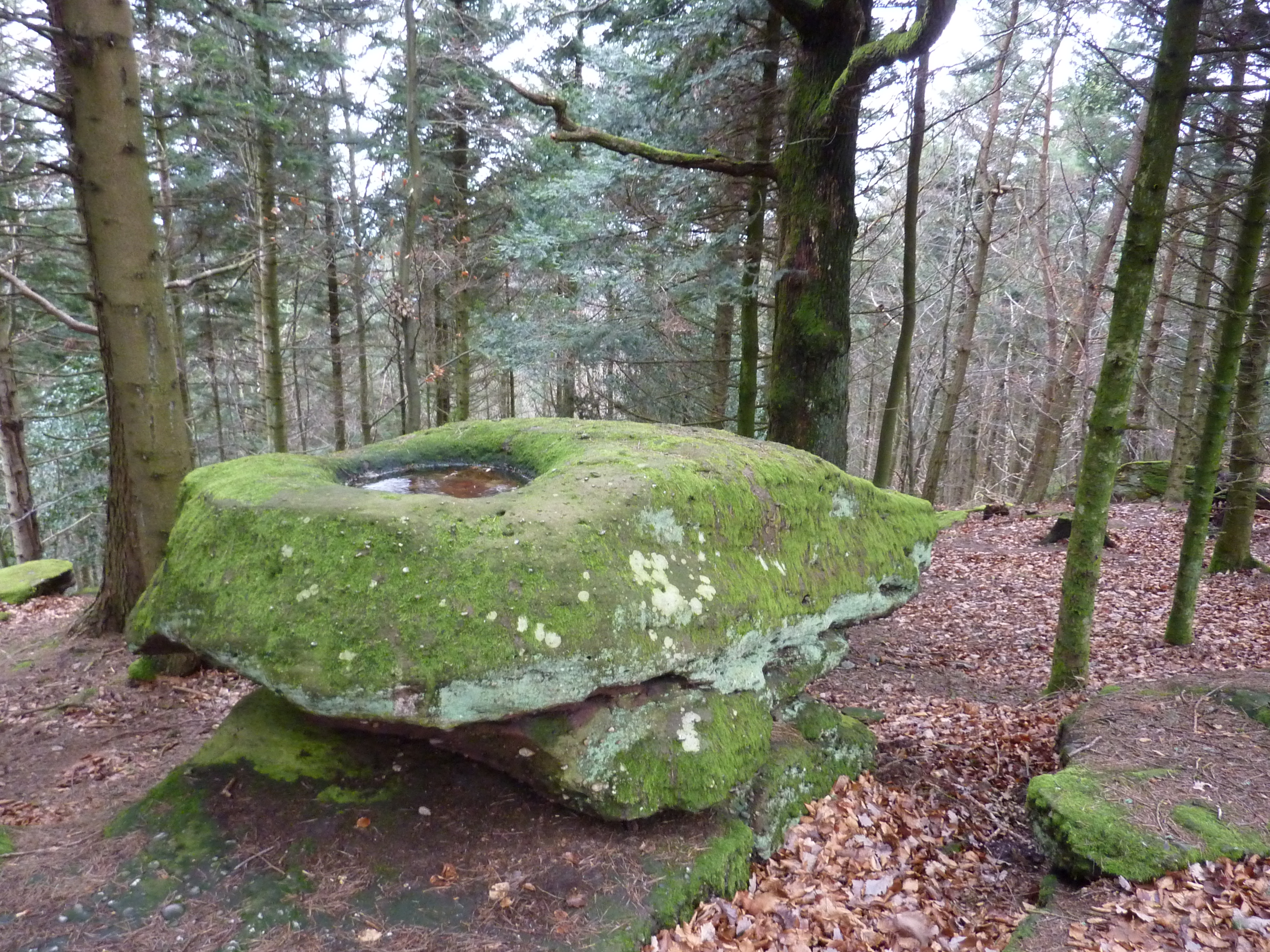
Pierre des Druides

Der dolmenartig an beiden Ende unterstützte, horizontal aufliegende, rechteckige Stein des Table des Géants ist etwa  3,5 Meter lang und hat eine Breite von 2,5 Metern. Seine Höhe beträgt 1,8 Metern. Neben dem Tisch der Giganten liegen weitere große Steine.
Etwa nördlich von Reinhardsmunster, beim Weiler  Wuestenberg liegt der Schalenstein „Pierre des Druides“ mit einer großen runden Eintiefung. 